# Liste der Einträge im National Register of Historic Places im Columbia County (Arkansas)
Die Liste der Registered Historic Places im Columbia County führt alle Bauwerke und historischen Stätten im Columbia County in Arkansas auf, die in das National Register of Historic Places aufgenommen wurden.

## Aktuelle Einträge
| Lfd. Nr. | Name                                                 | Bild | Datum der Eintragung | Adresse/Lage                                                          | Ort       | ID-Nr.    | Beschreibung |
| -------- | ---------------------------------------------------- | ---- | -------------------- | --------------------------------------------------------------------- | --------- | --------- | ------------ |
| 1        | W. H. Allen House                                    |      | 14. Okt. 1976        | NW of Spotville off AR 98                                             | Spotville | 76000395  |              |
| 2        | Columbia County Courthouse                           |      | 15. Apr. 1978        | Court Sq.                                                             | Magnolia  | 78000580  |              |
| 3        | Columbia County Jail                                 |      | 22. Dez. 1982        | Calhoun & Jefferson Sts.                                              | Magnolia  | 82000802  |              |
| 4        | Harvey C. Couch School                               |      | 8. Juni 1993         | NE of jct. of Co. Rd. 11 (Calhoun Rd.) and Co. Rd. 25                 | Calhoun   | 93000482  |              |
| 5        | Couch-Marshall House                                 |      | 24. Juli 1992        | 505 W. Monroe St.                                                     | Magnolia  | 92000955  |              |
| 6        | Cross and Nelson Hall Historic District              |      | 20. Jan. 2010        | Southern Arkansas University Campus at 100 E. University              | Magnolia  | 09001240  |              |
| 7        | Dolph Camp, Bussey and Peace Halls Historic District |      | 13. März 2013        | Ostseite der Lane Dr., Southern Arkansas University                   | Magnolia  | 12001231  |              |
| 8        | Frog Level                                           |      | 22. Sep. 1972        | Address unknown at this time                                          | Bussey    | 72000201  |              |
| 9        | Greene-Talbot-Tylley Halls Historic District         |      | 13. März 2023        | Südlich der Kreuzung von East Lane Dr. und North Washington Dr.       | Magnolia  | 100008558 |              |
| 10       | Greek Amphitheatre                                   |      | 1. Juni 2005         | Jct. East Lane Dr., E. University St. & Crescent Dr.                  | Magnolia  | 05000488  |              |
| 11       | Dr. H. A. Longino House                              |      | 14. Juni 1982        | 317 W. Main St.                                                       | Magnolia  | 82002098  |              |
| 12       | Magnesia Springs Campground                          |      | 9. Mai 2024          | Logoly State Park                                                     | Magnolia  | 100010314 |              |
| 13       | Magnolia Colored School Historic District            |      | 22. Jan. 2014        | 611 S. Madison                                                        | Magnolia  | 13001103  |              |
| 14       | Magnolia Commercial Historic District                |      | 20. Mai 2008         | Roughly bounded by Madison Ave., Calhoun St., Jackson Ave.& Union St. | Magnolia  | 08000435  |              |
| 15       | McNeil Overpass                                      |      | 13. Mai 2021         | US 79 über die Union Pacific RR                                       | McNeil    | 100006535 |              |
| 16       | Mt. Prospect Methodist Church                        |      | 22. März 1990        | Jct. of Co. Rds. 446 and 61                                           | Richland  | 90000428  |              |
| 17       | Old Alexander House                                  |      | 18. Jan. 1979        | NE of Magnolia                                                        | Magnolia  | 79000435  |              |
| 18       | Overstreet Hall                                      |      | 26. Jan. 2016        | Zwischen East University St., Lane Dr. und North Washington St.       | Magnolia  | 15000992  |              |
| 19       | Ozmer House                                          |      | 20. Nov. 1986        | Southern Arkansas University farm, US 82 Bypass                       | Magnolia  | 86003226  |              |
| 20       | President's House                                    |      | 28. Mai 2013         | East Farm Road, Southern Arkansas University                          | Magnolia  | 13000315  |              |
| 21       | The Rushton Clinic                                   |      | 28. Mai 2013         | 219 North Washington Street                                           | Magnolia  | 13000316  |              |
| 22       | William H. Smith House                               |      | 27. Nov. 1992        | N of jct. of AR 98 and Co. Rd. 85                                     | Atlanta   | 92001630  |              |
| 23       | Kate Turner House                                    |      | 26. Aug. 1982        | 709 W. Main St.                                                       | Magnolia  | 82002099  |              |
| 24       | Waldo Water Tower                                    |      | 29. Mai 2007         | E. Main St. W of the N. Skimmer and E. Main intersection              | Waldo     | 07000472  |              |